# Joe Gonzales (zapaśnik)
Joseph Anthony „Joe” Gonzales (ur. 10 kwietnia 1957 w Montebello) – amerykański zapaśnik w stylu wolnym. Uczestnik Igrzysk Olimpijskich w Los Angeles 1984 roku w kategorii 52 kg. Brązowy medalista Mistrzostw Świata w 1982 roku. Trzy razy zdobył Puchar Świata w 1982, 1984, 1988 roku.
Zawodnik Montebello High School i California State University, Bakersfield. Cztery razy All American (1979–1980). Pierwszy w NCAA Division I w 1980; drugi w 1979. Pierwszy w 1979 i 1980 w NCAA Division II i Outstanding Wrestler w 1979 roku.